# Steven Levy

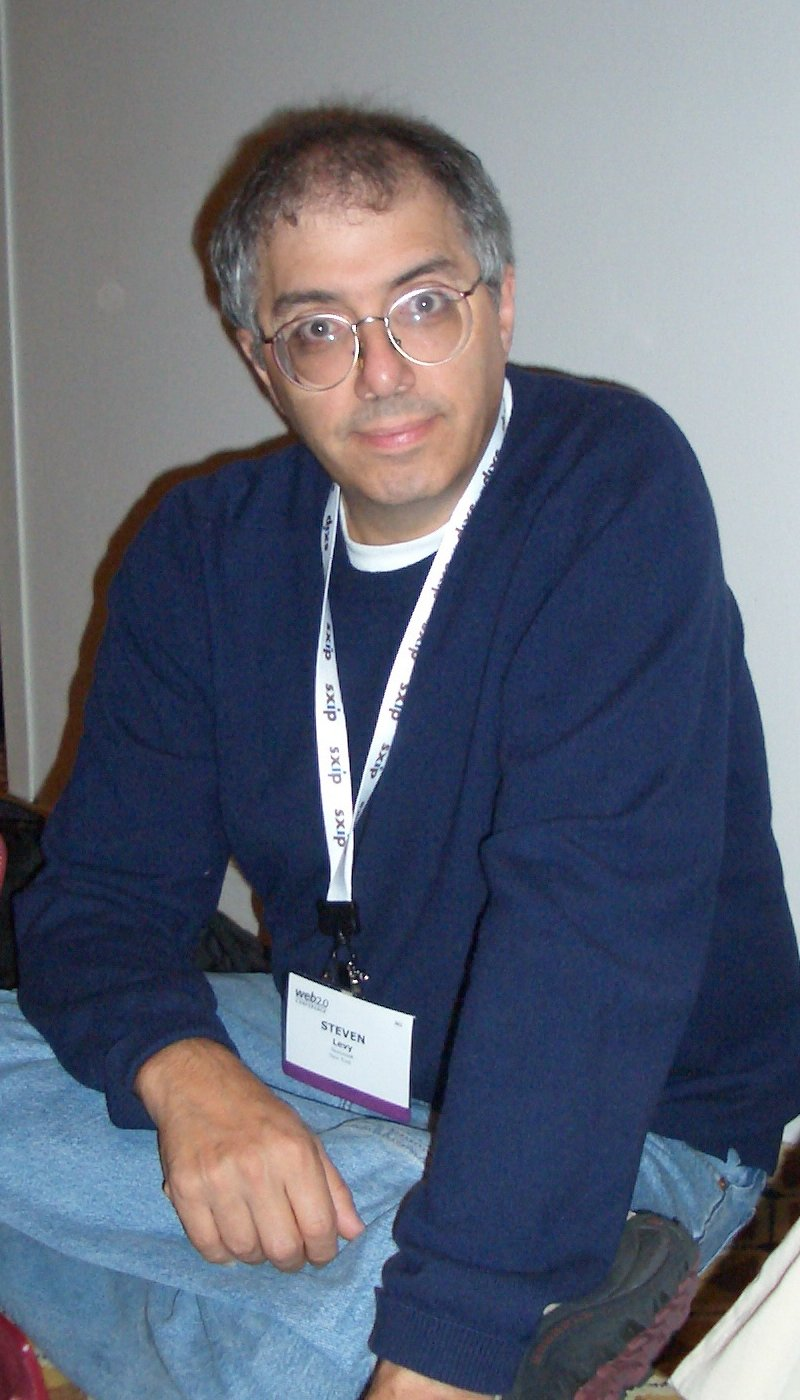
Steven Levy

Steven Levy (* 26. Januar 1951 in Philadelphia) ist ein US-amerikanischer Journalist und Buchautor. Er ist Technik-Redakteur, Kolumnist und war Senior Editor beim Nachrichtenmagazin Newsweek und ist seit 2008 „editor at large“ beim Tech-Magazin Wired.

## Leben
Levy studierte an der Pennsylvania State University Literaturwissenschaften und arbeitete anschließend als Journalist.
Er machte sich 1978 auf den Weg, um das Gehirn von Albert Einstein zu finden. Fündig wurde er in Wichita, wo er auf den ehemaligen Pathologen Thomas Harvey stieß. Dieser hatte das Organ 1955 bei der Obduktion zur Feststellung der Todesursache unrechtmäßig entwendet.
Levy veröffentlichte 1984 das Buch Hackers: Heroes of the Computer Revolution, ein Buch über die Hacker-Kultur, in dem erstmals eine konsistente Hackerethik ausformuliert wurde. Ähnlich wie Hackers basiert auch sein Buch Crypto von 2001 auf zahlreichen Interviews. Hier beschreibt er die Geschichte der Kryptographie im Zeitalter der Computer. In seinen Reportagen beschreibt er auch oft die Entwicklungen bei Tech-Konzernen. Sein neuestes Buch Facebook. The Inside Story beschäftigt sich z. B. mit dem Einfluss von Facebook mit seinen über 3 Milliarden weltweiten Nutzern auf Facebook, WhatsApp und Instagram.
Levy hat u. a. den Preis Computer Press Association Award für seine Veröffentlichungen zum Jahr-2000-Problem aus dem Jahr 1998 bekommen.
Er ist verheiratet mit der Schriftstellerin und Pulitzer-Preis-Trägerin Teresa Carpenter und lebt in New York City.

## Veröffentlichungen
- Steven Levy: Hackers: Heroes of the Computer Revolution. Penguin Books, New York 1984, ISBN 0-14-100051-1.
- Steven Levy: Crypto – How the code rebels beat the government – saving privacy in the digital age. New York 2001, ISBN 0-670-85950-8.
- Steven Levy: Artificial Life: The Quest for a New Creation Random House, New York 1992, ISBN 0-679-40774-X.
- Steven Levy: In The Plex. How Google Thinks, Works and Shapes Our Lives. Simon & Schuster, New York 2011, ISBN 1-4165-9658-5.
  - Auf Deutsch: Google Inside. Wie Google denkt, arbeitet und unser Leben verändert. mitp, Heidelberg 2012, ISBN 978-3-8266-9243-7.
- Steven Levy: Facebook. Weltmacht am Abgrund. Der unzensierte Blick auf den Tech-Giganten. Droemer, München 2020, ISBN 978-3-426-27728-7 (Mit Quellen, Anmerkungen und Registern).
  - Amerikanische Originalausgabe: Facebook. The Inside Story. Blue Rider Press, New York 2020, ISBN 978-0-7352-1315-9.